# Epistomia bursaria
Epistomia bursaria is een mosdiertjessoort uit de familie van de Epistomiidae. De wetenschappelijke naam van de soort is, als Sertularia bursaria, voor het eerst geldig gepubliceerd in 1758 door Linnaeus.